# Шостак Анатолій Вікторович
Анатолій Вікторович Шостак (нар. 3 липня 1947 року в м. Козелець Чернігівської області) — український науковець, освітянин-новатор, кандидат соціологічних наук, доцент кафедри технічного сервісу та інженерного менеджменту ім. М. П. Момотенка, професор із спеціальності «Соціологія управління» Національного університету біоресурсів і природокористування України, член-кореспондент академії наук вищої освіти України, відмінник освіти України (2000), відмінник інженерної служби України (2004), заслужений науково-педагогічний працівник НУБіП України, заслужений працівник освіти України (2016).

## Життєпис
Анатолій Вікторович Шостак народився 3 липня 1947 року на Чернігівщині, в містечку Козелець у родині робітників. Після закінчення школи працював бетонником у Козелецькому «Міжколгоспбуді». Три роки служив у армії, а в 1969 р. став студентом Ніжинського технікуму механізації сільського господарства. Працював інженером-технологом у райоб'єднанні «Сільгосптехніка», згодом був обраний депутатом районної ради. У 1981 р. із відзнакою закінчив Українську сільськогосподарську академію за спеціальністю «Інженер-педагог». Відтоді Анатолій Шостак працює на кафедрі технічного сервісу та інженерного менеджменту імені М. П. Момотенка НУБіП України.

## Професійна діяльність
1965—1966 — робочий Козелецького «Міжколгоспбуду»
1966—1969 — служба в Радянській армії, ракетні війська стратегічного призначення (РВСП), гвардії сержант
1972—1976 — інженер-технолог у Козелецькому районному об'єднанні «Сільгосптехніка»
1981—1988 — вихователь кращого студентського гуртожитку № 8 (на громадських засадах)
1983—1986 — працював у Кустанайській області Казахстану
1993 — доцент кафедри технічного сервісу та інженерного менеджменту ім. М. П. Момотенка технічного навчально-наукового інституту Національного університету біоресурсів і природокористування України (НУБіП)
1999—2004 — очолював рейтингову комісію університету як розробник унікальної методики оцінювання діяльності науково-педагогічних працівників і структурних підрозділів
2006 — стажування у всесвітньовідомій фірмі Bosch Rexroth AG (Німеччина, м. Ельхінген)
2012 — присвоєно вчене звання професор.

## Звання та нагороди
- 2000 — нагороджений нагрудним знаком МОН України «Відмінник освіти України»

- 2004 — Відмінник інженерної служби України

- 2003 — нагороджений Почесною грамотою Кабінету Міністрів України

- 2004 — нагороджений трудовою відзнакою «Знак Пошани»

- 2005 — Заслужений науково-педагогічний працівник НУБіП України

- 2010 — визнаний «Кращим освітянином України 2010 року», лауреатом відзнаки «Залиш мені в спадщину думку найвищу»

- 2011 — Член-кореспондент Академії наук вищої освіти України

- 2012 — Почесне звання Заслужений працівник науки і освіти (Росія)

- 2012 — Почесний доктор наук Doctor of Science, Honoris CAUSA

- 2012 — нагороджений дипломами Всеукраїнської програми «Національні лідери України»

- 2012 — нагороджений Срібною медаллю ім. В. І. Вернадського за видатні успіхи в галузі гуманітарних та природничих наук

- 2013 — нагороджений Золотою медаллю «За новаторську роботу в галузі вищої освіти»[2]

- 2013—2014 — найпрестижніші ордени ЄС LABORE ET SCIENTIA — «Працею і знаннями» та PRIMUS INTER PARES — «Перший серед рівних» (Німеччина, м. Мюнхен) (Протокол № 12/29.05.2013)[3][4][5]

- 2013 — нагороджений нагрудним знаком «Профспілкова відзнака»

- 2013 — нагороджений медаллю Святого Володимира АН ВО України[6]

- 2013 — нагороджений Золотою медаллю Gold medal European Quality «Європейська якість» (Протокол № 31/07.06.2013)[3]

- 2014 — нагороджений Золотою медаллю ім. Макса Вебера Medal of Maximilian Weber (Мюнхен) за визнаний світовою спільнотою вклад у соціологічну науку і освіту

- 2015 — нагороджений Орденом святих Кирила і Мефодія[7]

- 2016 — присвоєно почесне звання Заслужений працівник освіти України[8]

- 2017 — нагороджений дипломом Di Merito (За Заслуги) та Європейською Золотою медаллю, дипломатичним паспортом Європалати (м. Брюссель, Бельгія)[9].

## Наукова, громадська та навчально-методична робота
Анатолій Вікторович Шостак очолює найбільшу в університеті профспілкову організацію Технічного ННІ, за що отримав найвищу нагороду ФПУ — нагрудний знак «Профспілкова відзнака». Є головою правління Товариства аграрних інженерів НУБіП України Української асоціації аграрних інженерів. Член ради Заслужених учених НУБіП України. Автор понад 300 наукових праць українською, російською, англійською та німецькою мовами. Під його науковим керівництвом успішно захистилося понад 500 бакалаврів, спеціалістів, магістрів та слухачів педагогічного факультету. Наукові роботи вченого відзначені медалями, дипломами та сертифікатами багатьох міжнародних виставок.
Наукові інтереси: інформаційні технології в освіті; професійна освіта.